# Bataille de Batangafo
Troisième guerre civile centrafricaine
Batailles
- Bouca
- Gaga
- Bouar
- Massacre de Bouar
- Incendie de Camp Bangui
- 1er Massacre de Boali
- 2e Bangui
- Bossangoa
- Opération Sangaris
- Bozoum
- Massacre de Bohong
- Massacre de Bossembélé‎
- Massacre de Bossemptélé
- Massacre de Baoro
- 2e Massacre de Boali
- 1er Grimari
- 2e Grimari
- Boguila
- Batangafo

La bataille de Batangafo se déroule pendant la guerre civile de Centrafrique.

## Déroulement

### Attaques du 30 juillet
Le 30 et le 31 juillet, des combats éclatent à Batangafo lorsque des anti-balaka attaquent des bases Seleka. Les violences font au moins 22 morts et des dizaines de blessés, en majorité des civils,.

### Combat du 4 août
À la suite de ces violences, l'armée française envoie une mission de reconnaissance du GTIA de Boissieu en direction de Batangafo. Le 4 août, dans la matinée, des combats éclatent entre les Français et les Seleka. Les deux camps s'accusent mutuellement d'être responsables de l'attaque, la Seleka affirmant avoir été « délibérément agressée », tandis que l'armée française affirme avoir été attaquée par « des individus armés très hostiles ».
Selon des sources françaises, les assaillants étaient composés d'une centaine d'hommes, utilisaient des armes antichars et tentaient à plusieurs reprises de déborder les forces françaises. Deux avions de chasse Rafale basés à N’Djamena, deux hélicoptères Gazelle et au moins un hélicoptère Puma de l'opération Sangaris interviennent. Deux pick-up remplis de combattants auraient été détruits. Les combats durent sept heures et cessent à la tombée de la nuit. Les Seleka déclarent quant à eux que les Français ont ouvert le feu sur dix éléments venus les accueillir, blessant cinq d'entre eux,,,.
Au terme de ce premier affrontement, l'armée française affirme ne déplorer ni mort ni blessé, elle ne donne pas d'estimation sur les pertes de ses adversaires, indiquant juste qu'une « partie des groupes a été neutralisée et les autres se sont repliés ». Elle ajoute cependant que deux soldats congolais de la MISCA ont été tués. D'après RFI, les Seleka avouent plusieurs morts et une vingtaine de blessés.
Le lendemain RFI et Jeune Afrique indiquent que le bilan pourrait être de 50 morts et plusieurs dizaines de blessés, RFI précise toutefois que selon les Seleka le bilan est de neuf morts dans leurs rangs,.

### Combat du 5 août
Les Français entrent ensuite dans la ville de Batangafo, toujours survolées par les avions et les hélicoptères. En fin de matinée, des discussions s'ouvrent à la sous-préfecture entre les officiers de Sangaris, de la Misca, ceux de la Seleka, les autorités locales, et les ONG. Au nord de la ville, les soldats français stoppent des renforts seleka venus de Kabo, ils appartiendraient aux forces du général al-Khatim, le numéro 2 de l'état-major militaire Seleka,.
Cependant les officiers français et congolais somment les Seleka de se laisser désarmer et d'accepter d'être cantonnés. Mais les Seleka refusent et en fin d'après-midi des combats reprennent en plein cœur de la ville.
Le combat s'engage près du camp de la MISCA alors que les militaires français et congolais effectuent une action de contrôle de zone. L'intervention des forces aériennes met fin aux affrontements. 
Cette fois-ci le général al-Khatim aurait été présent à Batangafo selon RFI. D'après la MISCA, le chef des Seleka à Batangafo a été tué le premier jour du combat et a ensuite été remplacé par le colonel Yaya.
De leur côté, les 15 000 habitants de Batangafo abandonnent la ville pendant les combats pour se réfugier en brousse ou encore dans des sites de déplacés.
Selon l'armée française, deux de ses soldats ont été blessés, ainsi qu'un homme de la MISCA.
Le 6 août, la situation redevient calme à Batangafo, quoique tendue. Le lendemain des pillages sont commis ,.
Le 10 août, la Seleka publie un communiqué du général Fadoul Bachar qui affirme que ses pertes dans les affrontements du 4 au 6 août, sont de cinq morts et six blessés. Il déclare également que 24 civils musulmans, dont des femmes et des enfants, ont également été tués par les bombardements français et que 13 autres ont été blessés.
Selon RFI, peut-être plus de 60 soldats seleka ont été tués dans les combats livrés depuis le 4 août. Le 6 août, un officier seleka sur place évoque 17 morts dans ses rangs. Des Seleka affirment également avoir été attaqués par des anti-balaka, mais tous les chefs anti-balaka de la région démentent,,. Le journal centrafricain La Nouvelle Centrafrique, évoque quant à lui 70 tués.
Le 9 août, les Français et les Congolais se retirent de Batangafo qui est réinvestie par les Seleka.